# Theridion michelbacheri
Theridion michelbacheri là một loài nhện trong họ Theridiidae.
Loài này thuộc chi Theridion. Theridion michelbacheri được Herbert Walter Levi miêu tả năm 1957.